# Saint-Médard-d’Eyrans
Saint-Médard-d’Eyrans – miejscowość i gmina we Francji, w regionie Nowa Akwitania, w departamencie Żyronda.
Według danych na rok 1990 gminę zamieszkiwały 2033 osoby, a gęstość zaludnienia wynosiła 160 osób/km² (wśród 2290 gmin Akwitanii Saint-Médard-d’Eyrans plasuje się na 208. miejscu pod względem liczby ludności, natomiast pod względem powierzchni na miejscu 896.).